# Liste des cavités naturelles les plus profondes des Bouches-du-Rhône
La liste des cavités naturelles les plus profondes des Bouches-du-Rhône recense, sous forme de tableau(x), les cavités souterraines naturelles connues dans ce département français, dont le dénivelé est supérieur ou égal à cinquante mètres.
La communauté spéléologique considère qu'une cavité souterraine naturelle n'existe vraiment qu'à partir du moment où elle est « inventée » c'est-à-dire découverte (ou redécouverte), inventoriée, topographiée et publiée. Bien sûr, la réalité physique d'une cavité naturelle est la plupart du temps bien antérieure à sa découverte par l'homme ; cependant tant qu'elle n'est pas explorée, mesurée et révélée, la cavité naturelle n'appartient pas au domaine de la connaissance partagée.
La liste spéléométrique des 35 plus profondes cavités naturelles des Bouches-du-Rhône (≥ cinquante mètres) est actualisée à fin décembre 2020.
La plus profonde cavité souterraine naturelle répertoriée dans le département des Bouches-du-Rhône est « l'exsurgence de Port-Miou », sur la commune de Cassis (cf. ligne 1 du tableau ci-dessous).
| \| Histogramme de la répartition des plus profondes cavités naturelles des Bouches-du-Rhône par classe de dénivelé -- Les 35 cavités citées fin 2020 sont réparties en 4 classes de dénivelé -- \| \| \| \| \| \| \| \| \| \| \| \| \| \| \| classe I >= 500 m 0 cavité[s] \| classe II >= 200 m et < 500 m 1 cavités \| classe III >= 150 m et < 200 m 6 cavités \| classe IV >= 50 m et < 150 m 28 cavités \| \| |                               |                                         |                                          |                                         |  |
| Le graphique qui aurait dû être présenté ici ne peut pas être affiché car il utilise l'ancienne extension Graph, désactivée pour des questions de sécurité. Des indications pour créer un nouveau graphique avec la nouvelle extension Chart sont disponibles ici . |                               |                                         |                                          |                                         |  |
| Histogramme de la répartition des plus profondes cavités naturelles des Bouches-du-Rhône par classe de dénivelé -- Les 35 cavités citées fin 2020 sont réparties en 4 classes de dénivelé -- |                               |                                         |                                          |                                         |  |
| |                               |                                         |                                          |                                         |  |
| | classe I >= 500 m 0 cavité[s] | classe II >= 200 m et < 500 m 1 cavités | classe III >= 150 m et < 200 m 6 cavités | classe IV >= 50 m et < 150 m 28 cavités |  |

## Cavités des Bouches-du-Rhône (France) dont la dénivellation est supérieure ou égale à500 mètres
Aucune cavité n'est recensée dans cette « classe I » au 31-12-2020.

## Cavités des Bouches-du-Rhône (France) dont la dénivellation est comprise entre200 mètreset499 mètres
1 cavité est recensée dans cette « classe II » au 31-12-2020.
| Réf. | Cavité (autres noms)    | Commune | Massif ou zone       | Coordonnées (WGS 84)        | Dénivelée (mètres) | Développe. (mètres) | Sources ou références | Mise à jour |
| ---- | ----------------------- | ------- | -------------------- | --------------------------- | ------------------ | ------------------- | --------------------- | ----------- |
| 1    | Exsurgence de Port-Miou | Cassis  | Massif des Calanques | 43° 12′ 19″ N, 5° 30′ 46″ E | +000245, m         | +2 350, m           | Karsteau 4.2          | 2017-11     |

## Cavités des Bouches-du-Rhône (France) dont la dénivellation est comprise entre150 mètreset199 mètres
6 cavités sont recensées dans cette « classe III » au 31-12-2020.
| Réf. | Cavité (autres noms)     | Commune              | Massif ou zone           | Coordonnées (WGS 84)        | Dénivelée (mètres) | Développe. (mètres) | Sources ou références              | Mise à jour |
| ---- | ------------------------ | -------------------- | ------------------------ | --------------------------- | ------------------ | ------------------- | ---------------------------------- | ----------- |
| 2    | Grotte de l'Adaouste     | Jouques              | Concors-Vautubière       | 43° 40′ 55″ N, 5° 39′ 46″ E | +000190, m         | +0850, m            | Karsteau 4.2 & Rencontre d'Octobre | 2018-01     |
| 3    | Garagaï de la Bataille   | Puyloubier           | Montagne Sainte-Victoire | 43° 32′ 19″ N, 5° 39′ 25″ E | +000180, m         | +0200,              | Karsteau 4.2 &                     | 2019-06     |
| 4    | Gouffre des Quatre Trous | Marseille            | Massif des Calanques     | 43° 13′ 06″ N, 5° 29′ 16″ E | +000173, m         | +0173, m            | Karsteau 4.2 & Grottocenter        | 2018-01     |
| 5    | Grotte du Grand Draïoun  | La Ciotat            | Bassin du Beausset       | 43° 10′ 54″ N, 5° 33′ 56″ E | +000172, m         | +1 600, m           | Karsteau 4.2                       | 2013-12     |
| 6    | Grand évent du Mussuguet | Aubagne              | Massif de Saint-Cyr      | 43° 15′ 33″ N, 5° 33′ 04″ E | +000168, m         | +0168, m            | Karsteau 4.2                       | 2013-12     |
| 7    | Aven de Trione n° 1      | Roquefort-la-Bédoule | Massif des Calanques     | 43° 14′ 44″ N, 5° 33′ 35″ E | +000152, m         | +0152, m            | Karsteau 4.2                       | 2015-04     |

## Cavités des Bouches-du-Rhône (France) dont la dénivellation est comprise entre50 mètreset149 mètres
28 cavités sont recensées dans cette « classe IV » au 31-12-2020.
| Réf. | Cavité (autres noms)                | Commune                 | Massif ou zone            | Coordonnées (WGS 84)        | Dénivelée (mètres)    | Développe. (mètres) | Sources ou références                    | Mise à jour |
| ---- | ----------------------------------- | ----------------------- | ------------------------- | --------------------------- | --------------------- | ------------------- | ---------------------------------------- | ----------- |
| 8    | Aven de la Gorguette                | Cassis                  | Massif des Calanques      | 43° 14′ 29″ N, 5° 32′ 35″ E | +000130, m            | +0130, m            | Karsteau 4.2                             | 2016-12     |
| 9    | Gouffre des Encanaux                | Auriol                  | Massif de la Sainte-Baume | 43° 20′ 12″ N, 5° 40′ 30″ E | +000130, m            | +1 800, m           | Karsteau 4.2 & Spelunca n°137            | 2017-11     |
| 10   | Petit garagaï de la Sainte-Victoire | Saint-Antonin-sur-Bayon | Montagne Sainte-Victoire  | 43° 31′ 50″ N, 5° 34′ 55″ E | +000127, m            | +0200, m            | Spéléométrie de la France & Karsteau 4.2 | 2015-04     |
| 11   | Garagaï de la Boîte à Lettres       | Puyloubier              | Montagne Sainte-Victoire  | 43° 32′ 04″ N, 5° 38′ 12″ E | +000117, m            | +0117, m            | Karsteau 4.2                             | 2015-04     |
| 12   | Gouffre de l'Espérance              | Auriol                  | Massif de la Sainte-Baume | 43° 20′ 13″ N, 5° 40′ 05″ E | +000105, m            | +0105, m            | Karsteau 4.2                             | 2018-01     |
| 13   | Aven du Logisson n°1                | Marseille               | Massif des Calanques      | 43° 14′ 23″ N, 5° 29′ 49″ E | +000100, m            | +0100, m            | Karsteau 4.2                             | 2005-05     |
| 14   | Gouffre du Douard n°1               | Roquefort-la-Bédoule    | Douard/Rouvière           | 43° 16′ 12″ N, 5° 37′ 03″ E | +0 00096, m           | +0096, m            | Karsteau 4.2                             | 2005-05     |
| 15   | Gouffre de l’Escandaou n°1          | Cuges-les-Pins          | Massif de la Sainte-Baume | 43° 18′ 33″ N, 5° 42′ 20″ E | +0 00092, m           | +0127, m            | Karsteau 4.2 & Grottocenter              | 2005-05     |
| 16   | Gouffre de Rouvière n°2             | Roquefort-la-Bédoule    | Douard/Rouvière           | 43° 15′ 59″ N, 5° 37′ 44″ E | +0 00092, m           | +0092, m            | Karsteau 4.2 & CDSC 13                   | 2005-05     |
| 17   | Aven du Jas de Sylvain              | Cuges-les-Pins          | Massif de la Sainte-Baume | 43° 18′ 13″ N, 5° 42′ 21″ E | +0 00090, m           | +0090, m            | Karsteau 4.2                             | 2005-05     |
| 18   | Aven de Gorgue Longue n°13          | Cassis                  | Massif des Calanques      | 43° 13′ 35″ N, 5° 31′ 07″ E | +0 00086, m           | +0096, m            | Karsteau 4.2                             | 2018-01     |
| 19   | Gouffre du Treuil                   | Gémenos                 | Massif de la Sainte-Baume | 43° 18′ 06″ N, 5° 38′ 22″ E | +0 00085, m           | +0085, m            | Karsteau 4.2                             | 2005-05     |
| 20   | Aven de Constantine                 | Lançon-Provence         | Chaîne d'Éguilles         | 43° 32′ 53″ N, 5° 07′ 22″ E | +0 00084, m           | +0084, m            | Karsteau 4.2                             | 2005-05     |
| 21   | Aven CBarbier                       | Vauvenargues            | Montagne Sainte-Victoire  | 43° 32′ 26″ N, 5° 38′ 28″ E | +0 00083, m           | +0083, m            | Karsteau 4.2 & Spelunca n°117            | 2015-04     |
| 22   | Gouffre du Pin de Simon n°1         | Gémenos                 | Massif de la Sainte-Baume | 43° 18′ 38″ N, 5° 40′ 20″ E | +0 00080, m           | +0080, m            | Karsteau 4.2                             | 2005-05     |
| 23   | Garagaï des Raspinas                | Saint-Antonin-sur-Bayon | Montagne Sainte-Victoire  | 43° 31′ 43″ N, 5° 35′ 55″ E | +0 00080, m           | +0080, m            | Karsteau 4.2                             | 2005-05     |
| 24   | Aven du Mont Lantin                 | Marseille               | Massif de Saint-Cyr       | 43° 15′ 28″ N, 5° 29′ 27″ E | +0 00072, m           | +0097, m            | Spéléométrie de la France & CDSC 13      | 2000-12     |
| 25   | Tourne de Saint-Pons                | Gémenos                 | Massif de la Sainte-Baume | 43° 18′ 16″ N, 5° 40′ 22″ E | +0 00070, m (-10/+60) | +0420, m            | Karsteau 4.2 &                           | 2019-06     |
| 26   | Gouffre de Rouvière n°1             | Roquefort-la-Bédoule    | Douard/Rouvière           | 43° 15′ 54″ N, 5° 37′ 11″ E | +0 00070, m           | +0113, m            | Karsteau 4.2 & CDSC 13                   | 2000-12     |
| 27   | Aven de Gorgue Longue n°12          | Cassis                  | Massif des Calanques      | 43° 13′ 35″ N, 5° 31′ 09″ E | +0 00070, m           | +0070, m            | Karsteau 4.2                             | 2018-02     |
| 28   | Émergence de Bestouan               | Cassis                  | Massif des Calanques      | 43° 12′ 49″ N, 5° 31′ 58″ E | +0 00068, m           | +3 750, m (+35/-33) | Karsteau 4.2 & Rivières Mystérieuses     | 2017-11     |
| 29   | Gouffre GS Gémenos                  | Gémenos                 | Massif de la Sainte-Baume | 43° 18′ 05″ N, 5° 38′ 23″ E | +0 00068, m           | +0068, m            | Karsteau 4.2                             | 2005-05     |
| 30   | Grotte Cosquer                      | Marseille               | Massif des Calanques      | 43° 12′ 10″ N, 5° 26′ 56″ E | +0 00065, m           | +0175, m            | Karsteau 4.2                             | 2015-04     |
| 31   | Aven Jésus Christ                   | Plan-de-Cuques          | Massif de l'Etoile        | 43° 22′ 43″ N, 5° 27′ 43″ E | +0 00065, m           | +0065, m            | Karsteau 4.2                             | 2018-01     |
| 32   | Aven des Anciens                    | Marseille               | Massif des Calanques      | 43° 12′ 32″ N, 5° 29′ 42″ E | +0 00061, m           | +0061, m            | Karsteau 4.2                             | 2018-01     |
| 33   | Exsurgence Touthennamon             | Auriol                  | Massif de la Sainte-Baume | 43° 20′ 50″ N, 5° 39′ 59″ E | +0 00058, m           | +0068, m            | Karsteau 4.2                             | 2017-11     |
| 34   | Aven de l'Espoir n°2                | Marseille               | Massif des Calanques      | 43° 13′ 30″ N, 5° 30′ 25″ E | +0 00053, m           | +0068, m            | Karsteau 4.2                             | 2018-01     |
| 35   | Gours Bleus                         | Allauch                 | Garlaban                  | 43° 20′ 03″ N, 5° 28′ 31″ E | +0 00051, m           | +0051, m            | Karsteau 4.2                             | 2018-01     |